# Putikov vŕšok
Putikov vŕšok je vyhaslá čedičová sopka nacházející se asi 0,5 km východně od obce Tekovská Breznica v okrese Žarnovica na Středním Slovensku. Struskový kužel má vrchol v nadmořské výšce 477 m n. m. Představuje projev nejmladší sopečné činnosti vulkanitů Karpatského oblouku na Slovenském území a společně s vulkanity pohoří Harghita v Rumunsku jeden z nejmladších projevů sopečné aktivity v Karpatsko-Panonské oblasti.
Oblast Putikovho vŕška je přírodní památkou a je chráněna 5. stupněm ochrany. První podrobnější geologické výzkumy Putikova vŕšku uskutečnil v 50. letech 20. století F. Fiala.
Geologicky je sopka vázána na nejmladší alkalicko-bazaltový vulkanismus, který v Západních Karpatech začal v období po skončení hlavní neogenní sopečné aktivity a trval od svrchního miocénu až do čtvrtohor. Z hlediska regionálního členění patří mezi alkalické-bazaltové sopky středoslovenského vulkanického pole. Z hlediska horninového složení ji tvoří hlavně alkalické olivinické bazalty až nefelinické bazanity.
Zbytky vyhaslé sopky tvoří hlavně struskový kužel, sestávající z pyroklastických sedimentů a lávových proudů různé délky. Struskový kužel je tvořen struskově-lapilovým tufem, aglutináty a vulkanickými bombami. Lávové proudy jsou nejtenčí v centrální části vulkánu a zesilují směrem do doliny Hronu, kde dosahují až 15 m. Nejdelší zaznamenaný lávový proud tekl směrem na sever a dosahoval délku téměř 3,2 km. V oblasti mezi Novou Baňou a Brehy tento proud pronikl do koryta řeky Hron a na čas ho přehradil. Právě datování sedimentů Hronu pomocí různých metod a zvláště použití opticky stimulované luminiscence umožnilo datovat stáří sopky do svrchního pleistocénu, asi 102 000±11 000 let.
Jinými metodami byly získány i další stratigrafické a geochronologické informace o stáří sopky. Výzkum stratigrafie hornin v podloží lávového proudu, který překryl sedimenty štěrkových akumulací Hronu byl zjištěn věk mladší ris, tedy 0,2 až 0,13 milionu let. Metodou Ar/K radiometrického datování byl zjištěn věk 0,53±0,16 milionu let.

## Chráněné území
Putikov vŕšok je přírodní památka v oblasti Štiavnické vrchy. Nachází se v okrese Žarnovica v Banskobystrickém kraji. Území bylo vyhlášeno či novelizováno v roce 1997 na rozloze 21,0600 ha. Ochranné pásmo nebylo stanoveno.